# Pristerognathus
Pristerognathus (лат, от др.-греч. πριστήρ γνάθος «распиливающие челюсти») — род тероцефалов, обитавших в среднем пермском периоде. Известен из отложений Южной Африки, характеризует одноимённую зону отложений формации Кару. Ранее зона Pristerognathus считалась верхней частью зоны Tapinocephalus.
Череп низкий, длинный, развиты крупные клыки, заклыковые зубы относительно немногочисленны. Высокий сагиттальный гребень. Морда высокая, узкая. Внешне, вероятно, несколько напоминал волка — с длинными мощными ногами и довольно коротким хвостом. Довольно крупный хищник, длина черепа до 30 см, общая длина более 1,5 метров. Типовой вид — P. polyodon, описан Г. Сили в 1895 году. Наиболее часто изображается крупный вид P. vanderbyli. Примерно 5 видов.

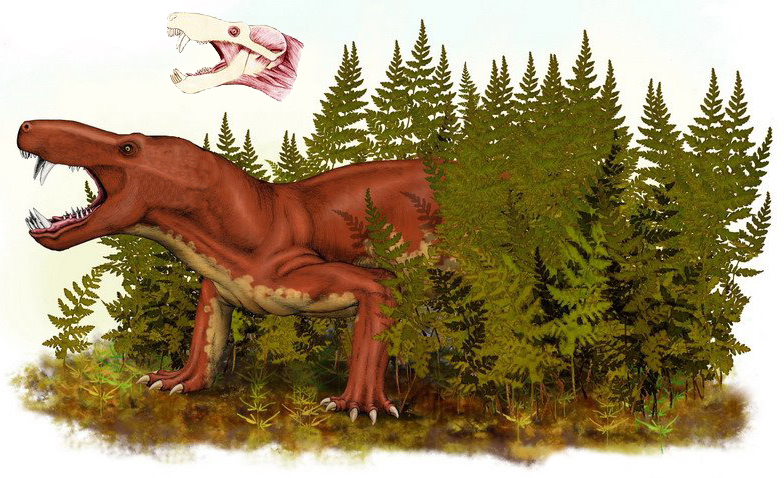
Pristerognathus